# Derolus cinctus
Derolus cinctus är en skalbaggsart som beskrevs av Jordan 1903. Derolus cinctus ingår i släktet Derolus och familjen långhorningar.
Artens utbredningsområde är:
- Angola.
- Malawi.

Inga underarter finns listade i Catalogue of Life.